# District de Shimoga
Le district de Shimoga (Kannada:ಶಿವಮೊಗ್ಗ ) est un des 30 districts du Karnataka en Inde.

## Histoire
Son chef-lieu est la ville de Shimoga, connue anciennement comme Mandli.

## Administration
Le district est subdivisé en deux sous-divisions et sept Taluks :
- Bhadravati (Bhadravathi),
- Sagar,
- Shikaripura,
- Shimoga,
- Shimoga rural,
- Sorab,
- Tirthahalli (Thirthahalli).